# Raúl Saldaña Jiménez
Raúl Saldaña Jiménez Nació el 4 de agosto de 1964, en Tulyehualco , Ciudad de México.
Es un pelotari mexicano, que se desempeñó en el juego de pelota vasca, dentro de las modalidades de mano parejas y mano individual, obteniendo premios en los Juegos Olímpicos, Campeonatos Del Mundo de Pelota Vasca y juegos panamericanos, dentro de la especialidad de tres paredes y trinquete.

## Trayectoria
Durante el campeonato del mundo de pelota vasca de 1982 en la Ciudad de México, logró el tercer lugar en la modalidad de frontón mano parejas, tres paredes.  Para el año de 1986 en el campeonato del mundo de Vitoria,  España, obtuvo la medalla de bronce en mano parejas, especialidad trinquete,  posteriormente,  en la misma competencia, en la modalidad mano individual,  trinquete, obtuvo el segundo lugar con la medalla de Plata.  En el campeonato del mundo, celebrado en La Habana,  Cuba en 1990, ganó la medalla de plata en la modalidad mano parejas, especialidad trinquete.  Un año después en 1991,  en los juegos panamericanos celebrados en la misma ciudad, obtuvo la medalla de oro en la modalidad mano parejas, especialidad trinquete.  
Para el año de 1992, logró su mayor victoria, ganando la medalla de oro en los juegos olímpicos de Barcelona España, en la modalidad mano parejas, especialidad trinquete, consolidándose como uno de los deportistas más importantes en el frontón internacional.   Dos años después en 1994 en el campeonato del mundo de pelota vasca de San Juan de Luz, Francia, logró la medalla de plata en la modalidad mano parejas, especialidad trinquete. En 1995, obtuvo la medalla de Oro, en la modalidad mano parejas, especialidad trinquete en los juegos panamericanos de Buenos Aires, Argentina. Finalmente en la Ciudad de México en 1998, obtuvo la medalla de plata en el campeonato del mundo, dentro de la modalidad mano individual, especialidad trinquete. 
Actualmente, desde el año 2019 se desempeña como director técnico de la selección nacional de frontón en la especialidad de cancha de trinquete, con la cual ha generado varios logros. Destacándose entre ellos, la 7.ª Copa del Mundo de Pelota Vasca en Trinquete, celebrada en Oloron Sainte-Marie/Pau, Francia durante el mes de octubre del año 2019; En la que obtuvo su mayor triunfo, pues la selección nacional bajo su dirección ganó la medalla de oro en la modalidad de mano parejas en cancha de trinquete, coronando a México como campeón del mundo.